# Marcelo Cobzariu
Marcelo S. Cobzariu (n. 28 martie 1970, Medgidia, Constanța, România) este un actor român la TNB.

## Activitate teatrală
TNB
- Ghela - "Butoiul cu pulbere" de Dejan Dukovski, regia Felix Alexa, 2014
- Stephano - "Furtuna" după William Shakespeare, regia Alexander Morfov, 2014
- Ammos Liapkin-Tiapkin, judecătorul - "Revizorul" de Nikolai Gogol, regia Felix Alexa, 2013
- Benjamin - "Tigrul" de Murray Schisgal din spectacolul coupe "Doi x Doi", regia Vlad Stănescu, 2012
- Ghiță Pristanda - "Scrisoarea" după O scrisoare pierdută de I.L. Caragiale, regia Horațiu Mălăele, 2012
- Hofbauer - "Vizita bătrânei doamne" de Friedrich Dürrenmatt, regia Alexander Morfov, 2011
- Polițistul - "Purificare" de Petr Zelenka, regia Alexandru Mâzgăreanu, 2011
- Robert D`Artois - „Eduard al III-lea” de William Shakespeare, regia Alexandru Tocilescu, 2008
- Instalatorul - „Comedie roșie” de Constantin Turturică, regia Alexandru Tocilescu, 2006
- Carino - „Patimile Sfântului Tommaso D`Aquino” după Alex Mihai Stoenescu, regia și dramatizarea Grigore Gonța, 2005
- Heatcher - „Dulcea pasăre a tinereții” de Tennessee Williams, regia Tudor Mărăscu, 2005
- Kaduk - „Ancheta” de Peter Weiss, spectacol lectură, coordonator Liviu Crăciun, 2005
- Clucerul Hrancovici - „Apus de soare” de Barbu Ștefănescu Delavrancea, regia Dan Pița, 2004
- Marco - „Vedere de pe pod” de Arthur Miller, regia Vladimir Ilnițchi, 2003
- Pompilian - „Ultima oră” de Mihail Sebastian, regia Anca Ovanez Doroșenco, 2006
- Directorul, Dr. Newyirth - „Ispita” de Vaclav Havel, regia Mihai Manolescu, 2002
- Comisarul - „Revizorul” de Nicolai Vasilievici Gogol, regia Serghei Cerkasski, 2002
- Tache - „Mofturi la Union” după I.L. Caragiale, regia Gelu Colceag, 2001
- Nae Girimea - „D`ale carnavalului” de I.L. Caragiale, regia Gelu Colceag, 2001
- Pedro - „Omul din La Mancha” de Dale Wasserman, regia Ion Cojar, 2001
- Korotkov, Petrusin, Vardistul, Solul - „Cadavrul viu” de Lev N. Tolstoi, regia Gelu Colceag, 2001
- Popescu - „O scrisoare pierdută” de I.L. Caragiale, regia Alexandru Tocilescu, 1999
- Iancu Ionel - „Boabe de rouă pe frunză de lotus în bătaia lunii” de Nic Mateescu, regia Gelu Colceag, 1999
- Tebaldo - „Satana cel bun și drept” de Tudor Popescu, regia Puiu Șerban și Gelu Colceag, 1998
- Garda de corp - „Bacantele” după Euripide, regia Mihai Măniuțiu, 1998
- Sculptorul - „Năluca” după Panait Istrati, regia Dan Micu, 1998 – debut

Teatrul George Ciprian, Buzău
- Hristos - "Moștenirea norocului" de T. Papathanasion și M. Reppas, regia George Motoi, 2011

Teatrul Constantin Nottara2005
- Chiriac - „O noapte furtunoasă” de I.L. Caragiale, regia Toma Enache

Muzeul Literaturii Române1998
- Eucelcesus - „Eleada” după texte de Saviana Stănescu, regia Dan Victor

Teatrul George Ciprian, Buzău1998
- Ipistatu - „D`ale carnavalului” de I.L. Caragiale, regia Puiu Șerban

Teatrul Național Radiofonic
- 2007 - Ulciorul sfărâmat de Heinrich von Kleist.

## Filmografie
- Prea târziu (1996)
- Terminus Paradis (1998)
- La urgență (2006) - Megale
- Trei frați de belea (2006)
- Trăsniții (2003) - Colonelul
- Ultimul stinge lumina (2003) - Politistul Ifrim
- Nașa (2011)